# Адалберт II фон Саарбрюкен
Адалберт II фон Саарбрюкен (на немски: Adalbert II von Saarbrücken; † 17 юли 1141, Ерфурт) от фамилията Валрамиди, е архиепископ на Майнц от 1138 до 1141 г.

## Биография
Той е по-малкият син на Фридрих († 1135), първият граф на Саарбрюкен, и съпругата му Гизела от Лотарингия (* ок. 1100), вероятно дъщеря на херцог Дитрих II от Горна Лотарингия. По-големият му брат Симон († сл. 1183), поема през 1135 г. графството след смъртта на баща му. Сестра му Агнес († ок. 1147) се омъжва ок. 1132/1133 г. за херцог Фридрих II от Швабия.
В началото Адалберт II е пробст в Майнц и Ерфурт. През 1138 г. той последва чичо си Адалберт I фон Саарбрюкен като архиепископ на Майнц. След три години той умира през 1141 г. в Ерфурт. Погребан е в Майнц. 